# Ptaki Polski (czasopismo)
Ptaki Polski – czasopismo popularnonaukowe, kwartalnik o tematyce poświęconej wyłącznie ptakom. Wydawane w języku polskim od maja 2006 roku.